# Vezirköprü

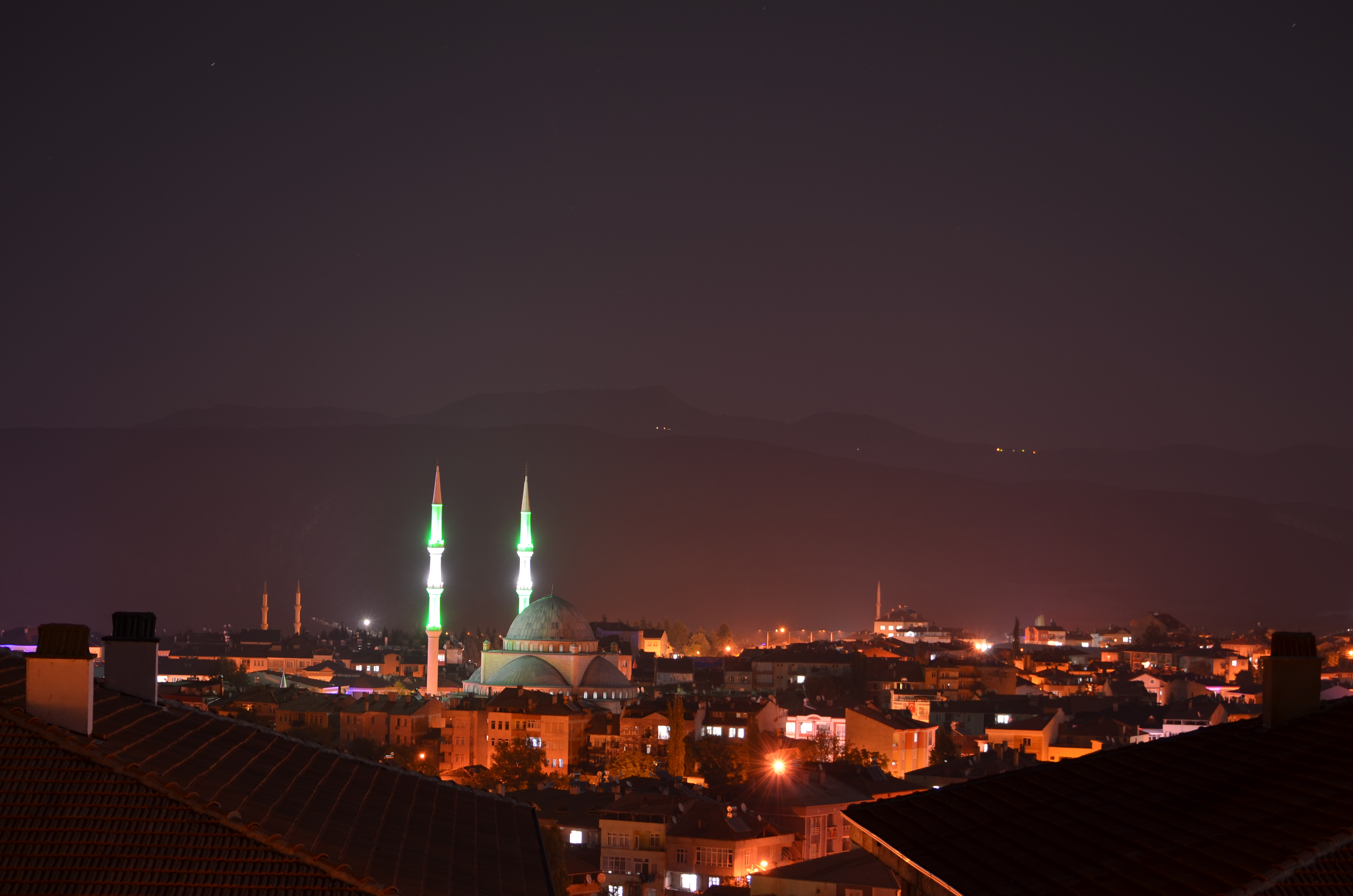
Köprülü Mehmet Paşa Moschee in Vezirköprü

Vezirköprü ist eine Stadtgemeinde (Belediye) im gleichnamigen Ilçe (Landkreis) der Provinz Samsun an der türkischen Schwarzmeerküste und gleichzeitig eine Gemeinde der 1993 geschaffenen Büyüksehir belediyesi Samsun (Großstadtgemeinde/Metropolprovinz). Seit der Gebietsreform 2013 ist die Gemeinde flächen- und einwohnermäßig identisch mit dem Landkreis.
Vezirköprü liegt ca. 75 km westlich des Zentrums der Provinzhauptstadt Samsun an der Fernstraße D 30. Der Ort grenzt im Norden an die Provinz Sinop, im Westen an die Provinz  Çorum und im Süden an die Provinz Amasya. Im Norden und Osten bilden Alaçam, Bafra und Havza die Grenze. Vezirköprü ist zwar der größte Kreis der Büyüksehir belediyesi, jedoch nimmt er bevölkerungs- und dichtemäßig eher einen Mittelplatz ein.
Der Kreis existierte schon vor der Gründung der türkischen Republik (1923) und hieß damals Vezİrköprüsü. 1925 wechselte der Kreis bzw. der Kaza als Vorläufer vom Vilâyet Amasya in das Vilayet Samsun.
Bis Ende 2012 bestand der Landkreis neben der Kreisstadt aus den beiden Stadtgemeinden (Belediye) Göl und Narlısaray sowie 137 Dörfern (Köy) in vier Bucaks. Diese und die beiden Belediye wurden im Zuge der Gebietsreform 2013 in Mahalle (Stadtviertel, Ortsteile) überführt, die 19 existierenden Mahalle der Kreisstadt blieben erhalten. Durch Herabstufung der beiden Gemeinden und der Dörfer stieg die Zahl der Mahalle auf 156 an. Ihnen steht ein Muhtar als oberster Beamter vor.
Ende 2020 lebten durchschnittlich 590 Menschen in jedem dieser 160 Mahalle, 5.571 Einw. im bevölkerungsreichsten (Cumhuriyet Mah.); dicht gefolgt von Taşkale Mah. (5.056), Atatürk Mah. (4.947) und Esentepe Mah. (3.515).

## Geschichte
7 km nordwestlich von Vezirköprü liegt der Siedlungshügel Oymaağaç  Höyük, wahrscheinlich die hethitische Stadt Nerik. Vezirköprü selbst liegt an der Stelle der antiken Stadt Neoklaudiopolis, zeitweise auch Andrapa bzw. Neapolis genannt.